# Ле-План-де-ла-Тур
Ле-План-де-ла-Тур (фр. Le Plan-de-la-Tour) — коммуна на юго-востоке Франции в регионе Прованс — Альпы — Лазурный берег, департамент Вар, округ Драгиньян, кантон Сент-Максим.
Площадь коммуны — 36,8 км², население — 2700 человек (2006) с тенденцией к росту: 2829 человек (2012), плотность населения — 77,0 чел/км².

## Население
Население коммуны в 2011 году составляло — 2910 человек, а в 2012 году — 2829 человек.
| 1962 | 1968 | 1975 | 1982 | 1990 | 1999 | 2004 | 2006 | 2009 | 2011 | 2012 |
| ---- | ---- | ---- | ---- | ---- | ---- | ---- | ---- | ---- | ---- | ---- |
| 820  | 1036 | 1260 | 1448 | 1991 | 2380 | 2524 | 2700 | 2859 | 2910 | 2829 |

Динамика населения:

## Экономика
В 2010 году из 1842 человек трудоспособного возраста (от 15 до 64 лет) 1412 были экономически активными, 430 — неактивными (показатель активности 76,7 %, в 1999 году — 68,7 %). Из 1412 активных трудоспособных жителей работали 1226 человек (688 мужчин и 538 женщин), 186 числились безработными (80 мужчин и 106 женщин). Среди 430 трудоспособных неактивных граждан 110 были учениками либо студентами, 128 — пенсионерами, а ещё 192 — были неактивны в силу других причин.
На протяжении 2010 года в коммуне числилось 1304 облагаемых налогом домохозяйства, в которых проживало 3151,5 человек. При этом медиана доходов составила 19 тысяч 258 евро на одного налогоплательщика.